# Rhipidia griveaudi
Rhipidia griveaudi är en tvåvingeart som först beskrevs av Alexander 1961.  Rhipidia griveaudi ingår i släktet Rhipidia och familjen småharkrankar.
Artens utbredningsområde är Madagaskar. Inga underarter finns listade i Catalogue of Life.